# 龙芳 (1975年)
龙芳（1975年—），湖南长沙人，汉族，中华人民共和国政治人物、第十二届全国人民代表大会广东地区代表。
毕业于西安邮电学院通信工程专业。担任广州市电子政务中心主任科员。2013年，担任全国人大代表。2015年，辞去公职，加入金发科技，担任首席技术官。